# Sphinxstele des Thutmosis IV.

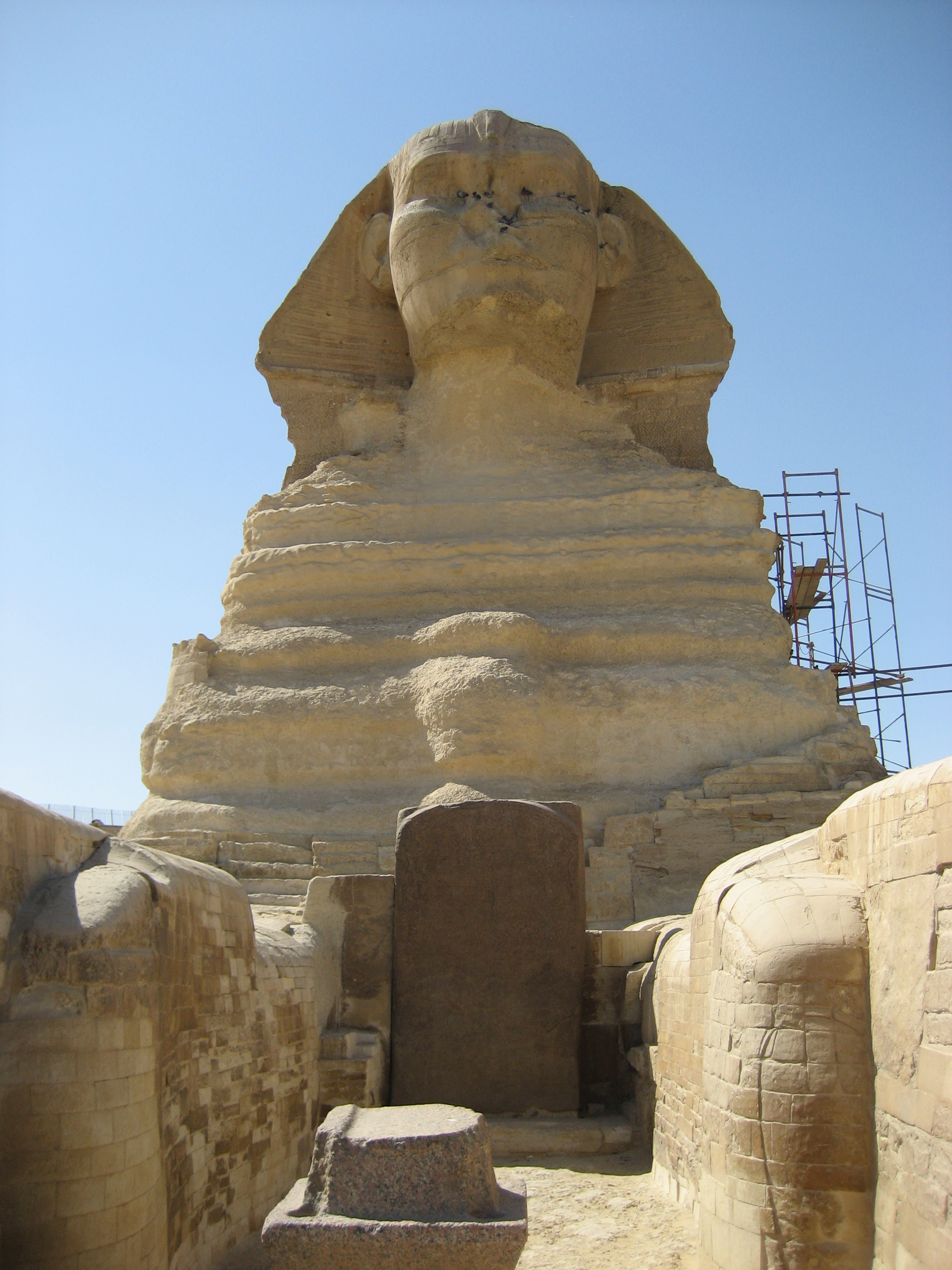
Frontalansicht der Großen Sphinx von Gizeh mit der Traumstele

Die Sphinxstele des Thutmosis IV. (häufig auch Traumstele genannt) ist eine aus Rosengranit gehauene Stele, die der König (Pharao) Thutmosis IV. zwischen den Vorderpranken der Sphinx von Gizeh aufstellen ließ. Gefertigt wurde sie vermutlich aus einem Türsturz der naheliegenden Tempel des Chephren.

## Inhalt

### Datierung
Thutmosis IV. verfasste den Stelentext etwa 1400 v. Chr. (Datierung nach Rolf Krauss) oder 1388 v. Chr. (Datierung nach Wolfgang Helck) in seinem ersten Regierungsjahr, im 3. Monat der Achet-Jahreszeit, am 19. Tag, nachdem er zunächst niemanden von seinem Besuch des Sphinxdenkmals erzählt hatte und dann nach Antritt seiner Regierung den Sphinx vom Sand befreite und seine Vorderpranken mit großen Kalksteinquadern ummantelte, um ihn vor Winderosion zu schützen.

### Texte

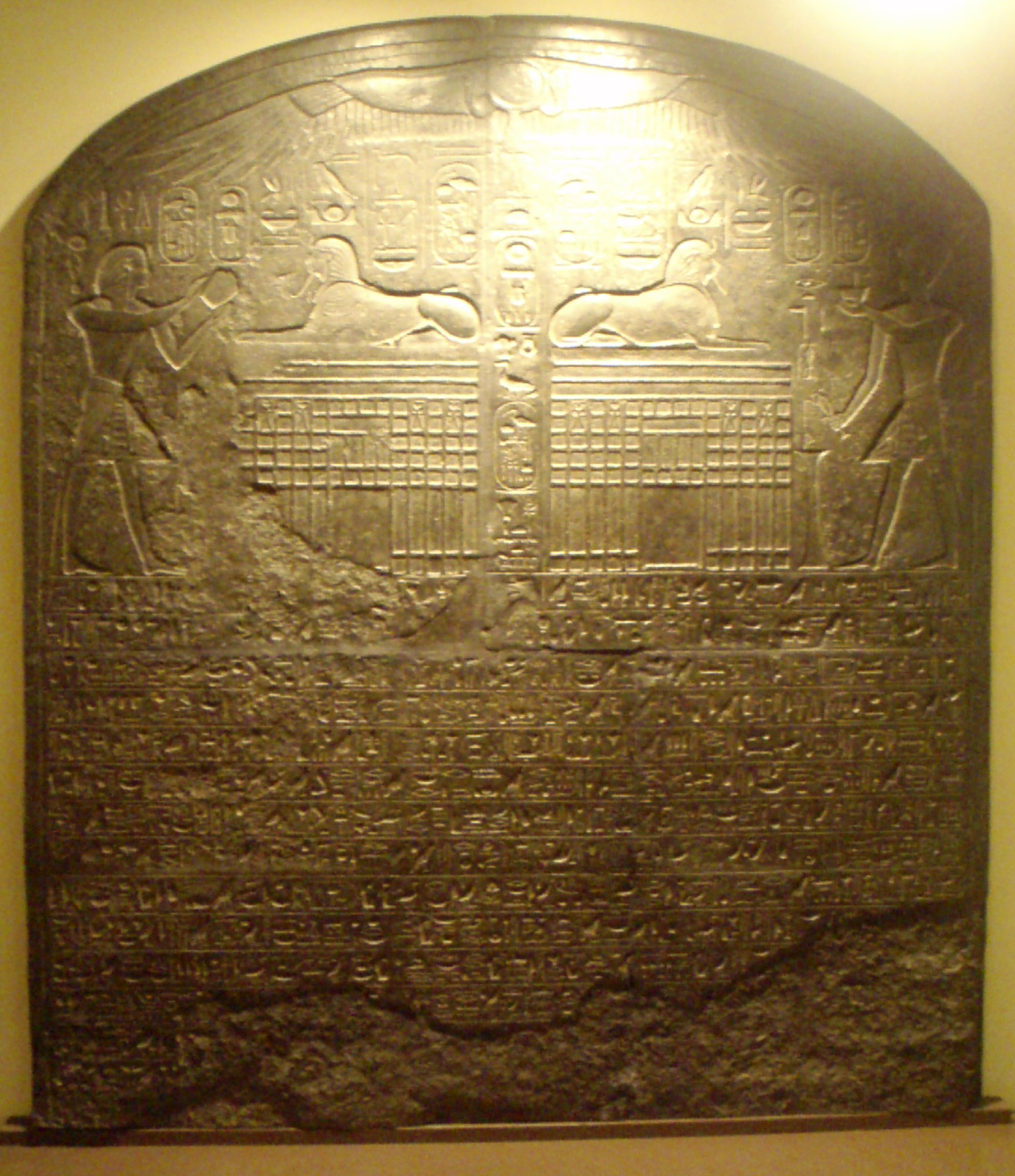
Reproduzierte Sphinxstele
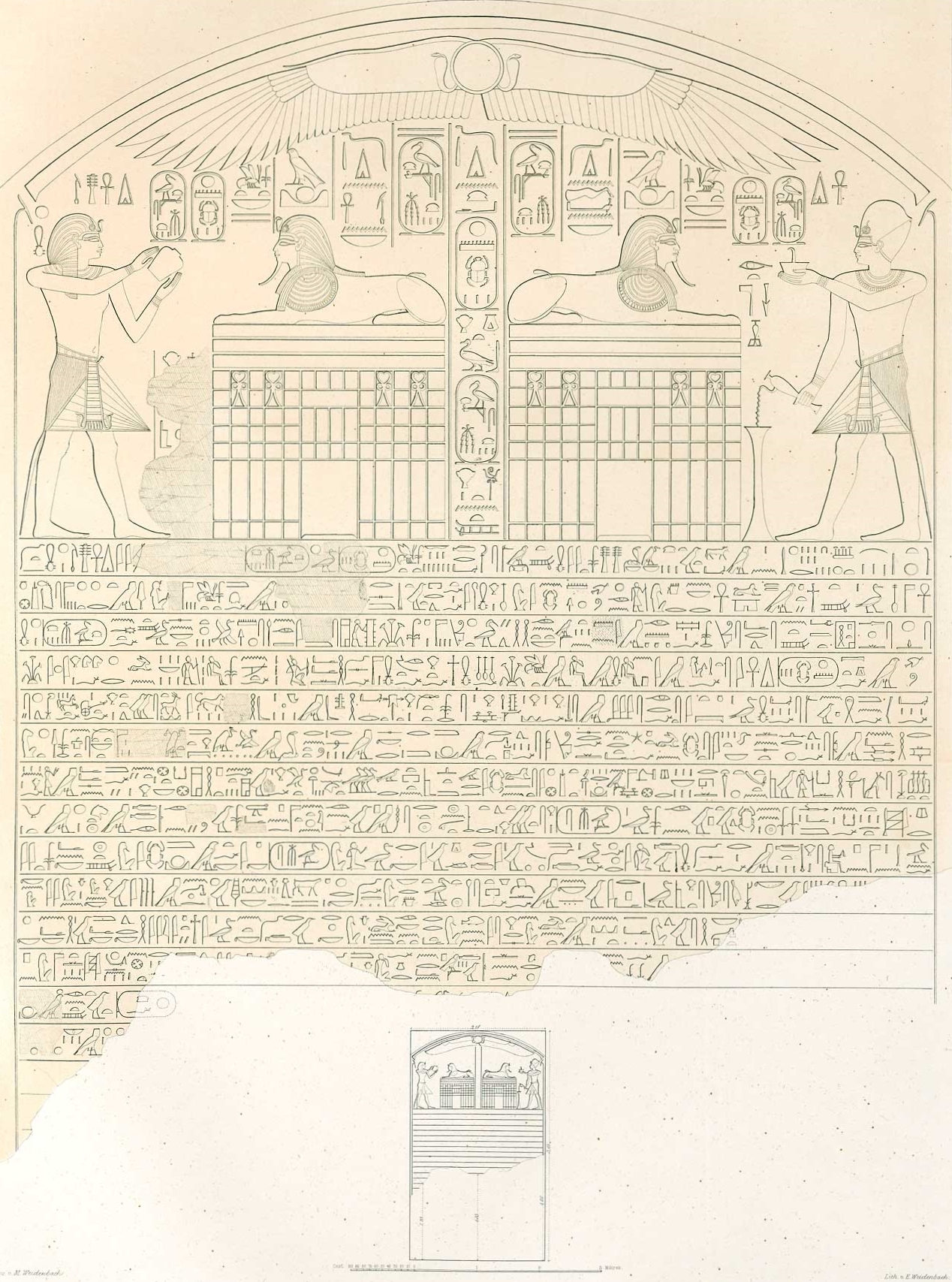
Sphinxstele, Abzeichnung aller Inschriften

Die Traumstele erzählt eine Begebenheit, die dem späteren König Thutmosis IV. als Jugendlichem passierte. Er war, nur mit einem seiner Vertrauten, auf der Jagd und ruhte um die Mittagszeit im Schatten des Sphinx. Er schlief ein und erwachte durch die Ansprache des Gottes:

„Seine Majestät (Thutmosis IV.) aber war ein Kind wie Horus, der ein Kind in Chemmis war, aber seine Vollkommenheit war wie die desjenigen, der seinen Vater rächt. Er (Thutmosis IV.) aber trieb Sport, indem er sich in der Wüste von Memphis vergnügte,…ohne dass es jemand wusste…An diesem Tage geschah es…der Schlaf und Schlummer hatte ihn ergriffen, mitten als die Sonne im Zenit stand…(Harmachis-Chepre-Re-Atum im Schlaf zu Thutmosis IV. sprechend): Sieh mich an, blicke auf mich, mein Sohn Thutmosis. Ich bin dein Vater Harmachis-Chepre-Re-Atum, der dir das Königreich auf Erden an der Spitze der Lebenden gibt.“

Der Gott fährt fort mit der Verheißung des Königreiches und schließt daran die Klage, dass er von großen Sandmassen bedeckt ist. Er bittet, dass Thutmosis ihn befreit:

„Der Sand der Wüste, auf dem ich mich befinde, nähert sich mir. Ich habe gewartet, dass du das machst, was sich in meinem Herzen befindet, wissend dass du mein Sohn und Schützer bist. Nähere dich, ich bin der, der dich führt.“

In der ägyptologischen Fachliteratur wird die Gottheit Harachbit – der altägyptische Name von Horus in seiner Erscheinungsform als heranwachsendes Kind auf der „schwimmenden Insel Chemmis“ – sehr oft mit „Harpokrates“ wiedergegeben. In der Inschrift ist jedoch ausdrücklich von „Horus in Chemmis“ die Rede. Die auch für andere Horus-Kindgötter verwendete Gleichsetzung mit Harpokrates ist daher als anachronistischer Gattungsbegriff und nicht als wörtliche Übersetzung zu verstehen.